# Крылович, Владимир Николаевич
Владимир Николаевич Крыло́вич (бел. Уладзімір Мікалаевіч Крыловіч; 1 (13) ноября 1895, деревня Крыловичи, Минская губерния, Российская империя — 23 октября 1937, Минск) — белорусский советский актёр театра и кино, педагог. Один из основателей белорусского театрального искусства. Заслуженный артист Белорусской ССР (1931).

## Биография

Могила Крыловича на Военном кладбище Минска.

Родился 1 ноября 1895 года в деревне Крыловичи (ныне Дзержинский район в Минской области Беларуси). С 1915 года участвовал в любительских спектаклях. Играл в спектаклях русских и украинских трупп, гастролировавших в Белоруссии.
Участник Гражданской войны. С 1921 года работал в 1-го Белорусского государственного драматического театра (позже — Белорусском театре имени Я. Купалы) в Минске. Руководил театральной студией при театре.
Играл романтических и социальных героев в спектаклях белорусской и русской советской драматургии на историческом и фольклорном материале, придавая многим ролям романтическую окраску. В. Н. Крыловичу был присущ яркий темперамент, сочетавшийся с мягкостью и лиризмом.
Умер 23 октября 1937 года. Похоронен в Минске на Военном кладбище.

## Избранные театральные работы

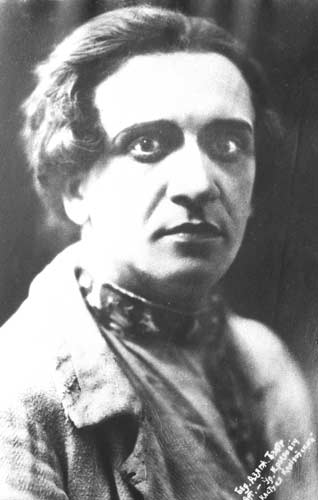
В. Крылович в роли К. Калиновского в спектакле «Кастусь Калиновский»

- Криницкий — «Павлинка» Янка Купала
- Машека — «Машека» Е. А. Мировича
- Кастусь Калиновский — «Кастусь Калиновский» Е. А. Мировича
- Крючков — «Пинская шляхта» В. И. Дунина-Марцинкевича
- Шуров — «Межбурье» Д. Курдин
- Воевода — «Коваль-воевода» Е. А. Мировича
- Грекович — «Победа» («Хроника наших дней» Е. А. Мировича
- Вершинин — «Бронепоезд 14-69» Вс. В. Иванова
- Чужаков — «Мост» Е. С. Романовича
- Берест — «Платон Кречет» А. Е. Корнейчука
- Корнейчик — «Конец дружбы» К. Крапивы

## Роли в кино
Снялся в главных ролях Григория Лопуха в фильме «Дважды рождённый» (1934) и Никифора Чеха в кинофильме «Днепр в огне» (1937).

## Память
- Имя В. Н. Крыловича присвоено одной из улиц Минска.